# トレボン食品
トレボン食品株式会社（トレボン）は宮城県仙台市に本社を置く飲料の製造販売を行うメーカー。

## 沿革
- 1950年2月
  - 初代社長・鶴戸満雄が東京食品化学工業株式会社を設立、本社を東京都中央区蛎穀町に置き、仙台市北3番町40番地に工場を操業する。
- 1952年1月
  - 工場を現在地に移転。
- 1952年10月
  - 商号を東京食品工業株式会社に変更、本社を現在地に移転。
- 1961年9月
  - 「ナスづけの添加物」を開発、色落ちしない技術で実用発明に選定され、科学技術庁長官賞を受賞。
- 1962年5月
  - JAS日本農林規格製造工場承認（果汁飲料）
- 1964年4月
  - 商号をトレボン食品株式会社に変更。
- 1965年3月
  - 宮城県より新生活運動推進モデル事業所に認定される。
- 1971年5月
  - 優良法人認定（第1回）
- 1971年8月
  - JAS日本農林規格製造工場認定（果実飲料）
- 1976年11月
  - 優良法人認定（第2回）
- 1987年3月
  - JAS日本農林規格製造工場認定（炭酸飲料）
- 2002年4月
  - 有機認定証（農林物資、コーヒー製品）
- 2002年6月
  - 鶴戸満昭が社長に就任